# 1288
1288 (MCCLXXXVIII) var ett skottår som började en torsdag i den julianska kalendern.

## Händelser

### Februari
- 22 februari – Sedan Honorius IV har avlidit året innan väljs Girolamo Masci till påve och tar namnet Nicolaus IV.

### Juni
- 16 juni – Stora Kopparberget i Falun omtalas för första gången, då ett köpebrev för andelar i gruvan upprättas. STORA (numera Stora Enso), som har sina rötter i denna gruva, kan därmed sägas vara världens äldsta aktiebolag.[1]

### Okänt datum
- Den avsatte kung Valdemar Birgersson återvänder till Sverige och sätts då i fängsligt förvar på Nyköpingshus.
- I ett brudrov rövar Folke Algotsson bort Ingrid Svantepolksdotter. Han bestraffas dock hårt, för att tydligt markera kungamaktens styrka i förhållande till rikets stormän.
- Vaksala finns första gången omnämnt i ett dokument.
- Visby ringmur står färdig, vilket leder till inbördeskrig på Gotland. Bönderna ogillar nämligen att behöva betala tull, när de ska in i staden och sälja sina varor.
  - Bönderna leds av en bonde vid namn Petrus Harding i Vall.
  - En drabbning mellan bönderna och Visbys borgare inträffar i Högebro och en vid Roma kloster.
  - Augusti – Fred sluts mellan bönderna och borgarna och Magnus Ladulås passar då på att stärka sitt grepp om Gotland.
- Domkapitlet i Västerås är belagt från detta år.
- Marco Polo besöker Indien.

## Födda
- Godaigo, japansk kejsare 1318–1331 och 1333–1339.
- Karl I Robert av Ungern.

## Avlidna
- Rikissa Birgersdotter, svensk prinsessa, drottning av Norge 1251–1257, gift med Håkon den unge (död omkring detta år).
- Mechtild av Holstein, drottning av Danmark 1250–1252 (gift med Abel) samt gift med Birger jarl 1261–1266.

### Fotnoter
1. ↑  Det hände i dag